# Mörttjärnen (Anundsjö socken, Ångermanland, 708677-159481)
Mörttjärnen är en sjö i Örnsköldsviks kommun i Ångermanland som ligger 412 m ö.h. och ingår i Moälvens huvudavrinningsområde.
Mörttjärnens vatten rinner ner till Långtjärnbäcken via en myr, och når Moälven via Kvarnån, Stugusjöån, Åselån, Åbosjöån och Norra Anundsjöån.